# Halsey (cantante)
Halsey, pseudonimo di Ashley Nicolette Frangipane (Edison, 29 settembre 1994), è una cantautrice e attrice statunitense.
È salita alla ribalta dopo la pubblicazione del suo album in studio di debutto Badlands (2015), nonostante avesse già accumulato un seguito di fan grazie alla piattaforma Tumblr. Con il singolo del 2016 Closer, una collaborazione con i Chainsmokers, raggiunge la vetta delle principali classifiche globali. Nel 2017 è la volta del secondo album Hopeless Fountain Kingdom, trainato dai singoli di successo internazionale Now or Never e Bad at Love. Nell'ottobre 2018 viene pubblicato il singolo Without Me che, piazzandosi al primo posto della Billboard Hot 100 statunitense, ha regalato alla cantante la sua prima numero uno come artista principale nel Paese. Tra il 2020 e il 2021 vengono commercializzati gli album Manic e If I Can't Have Love, I Want Power, entrambi apprezzati dalla critica specializzata. Al 2024 è datata l'uscita del quinto album The Great Impersonator.

## Biografia
Ashley Nicolette Frangipane è nata a Edison, cittadina del New Jersey, il 29 settembre 1994. È figlia di Chris, gestore di una concessionaria, afro-americano di origini irlandesi, e Nicole, addetta alla sicurezza di un ospedale italo-americana di origini ungheresi. Ha due fratelli minori: Sevian e Dante, nati rispettivamente nel 1999 e 2006. Crescendo, impara a suonare violino, viola e violoncello; a 14 anni inizia a suonare la chitarra acustica. Ha dichiarato che la prima canzone che ha imparato a suonare con la chitarra è stata Fifteen di Taylor Swift.
Si iscrive alla Rhode Island School of Design, per specializzarsi in belle arti, ma dopo aver capito che non può permetterselo, lascia il college e viene cacciata di casa dai suoi genitori.
Halsey inizia quindi a vivere in un seminterrato con numerosi amici, che ha conosciuto con il suo fidanzato all'epoca. Nel descrivere questo periodo della sua vita, Halsey ha dichiarato: «Mi ricordo una volta che avevo 9 dollari sul mio conto bancario e ho comprato un pacco di Red Bull e l'ho usato per stare sveglia durante la notte nel corso di due o tre giorni, perché non dormire era meno pericoloso che dormire da qualche parte a caso ed essere violentata o derubata». Halsey ha vissuto anche con sua nonna per un periodo di tempo.
Inizia a suonare in alcune città assumendo di volta in volta diversi nomi d'arte. Sceglie definitivamente Halsey come nome d'arte perché è l'anagramma del suo nome reale, nonché quello di una strada di Brooklyn dove ha trascorso molto tempo da adolescente.

## Carriera

### Esordi e l'American Youth Tour(2013-2015)
Halsey avvia la propria carriera pubblicando cover su YouTube con il proprio nome. Nel 2013 pubblica sulla piattaforma una cover di I Knew You Were Trouble della cantante Taylor Swift, chiamata The Haylor Song, che riguarda la relazione della Swift con il membro degli One Direction Harry Styles, che successivamente compare anche sul suo blog di Tumblr.

Firma di Halsey

Essendosi dedicata per anni alla scrittura di poesie, decide di trasformare molti di questi testi in canzoni. A una festa incontra un produttore che le chiede di collaborare a una canzone insieme a lui. Il risultato, un brano dedicato al suo ex fidanzato e intitolato Ghost, viene pubblicato da Halsey su SoundCloud diverse settimane dopo la registrazione. Ghost guadagna un'immediata popolarità online e per questo motivo l'artista viene successivamente contattata da numerose etichette discografiche. Decide infine di firmare un contratto con la Astralwerks, l'unica che a suo parere le avrebbe concesso maggiore libertà creativa.
Durante la lavorazione al suo primo progetto discografico, Halsey va in tour con i The Kooks, aprendo le date del loro concerto nel 2014. Il 27 ottobre 2014 pubblica il suo EP di debutto intitolato Room 93, di cui quattro dei cinque brani contenuti al suo interno vengono accompagnati da un videoclip musicale. L'album si piazza in fondo alla classifica Billboard Top 200 e al terzo posto della classifica Top Heatseekers. Halsey esegue dal vivo le canzoni nell'ambito del festival South by Southwest, risultando essere è l'artista più twittata della serata.
Dall'11 marzo al 3 aprile 2015 viaggia attraverso gli Stati Uniti per il suo American Youth Tour, insieme ai Young Rising Sons e OLIVVER. Oltre ai brani contenuti in Room 93, Halsey presenta al pubblico anche delle nuove canzoni, tra cui Colors, Control, Castle, Haunting e Roman Holiday. Inoltre viene scelta dal gruppo degli Imagine Dragons per aprire le date del loro Smoke and Mirrors Tour nelle tappe nordamericane tra il 3 giugno e il 1º agosto 2015 e successivamente anche da The Weeknd per le date autunnali del suo The Madness Tour.

### Badlandse il successo (2015-2016)
A inizio 2015, Halsey pubblica New Americana come secondo singolo estratto dal primo album accompagnato da un video musicale pubblicato a settembre su YouTube; il brano ha un impatto globale maggiore rispetto al precedente album. Il 28 agosto 2015 viene invece pubblicato il suo album di debutto, Badlands, che la cantante descrive come un «disco ricco di arrabbiata femminilità». Badlands è un concept su una società distopica che rifletteva il suo stato d'animo dell'epoca. La cantante ha co-scritto tutte le canzoni dell'album, mentre la produzione è affidata ad alcuni produttori, tra cui spicca il suo fidanzato di allora, un disc jockey e produttore norvegese di nome d'arte Lido.

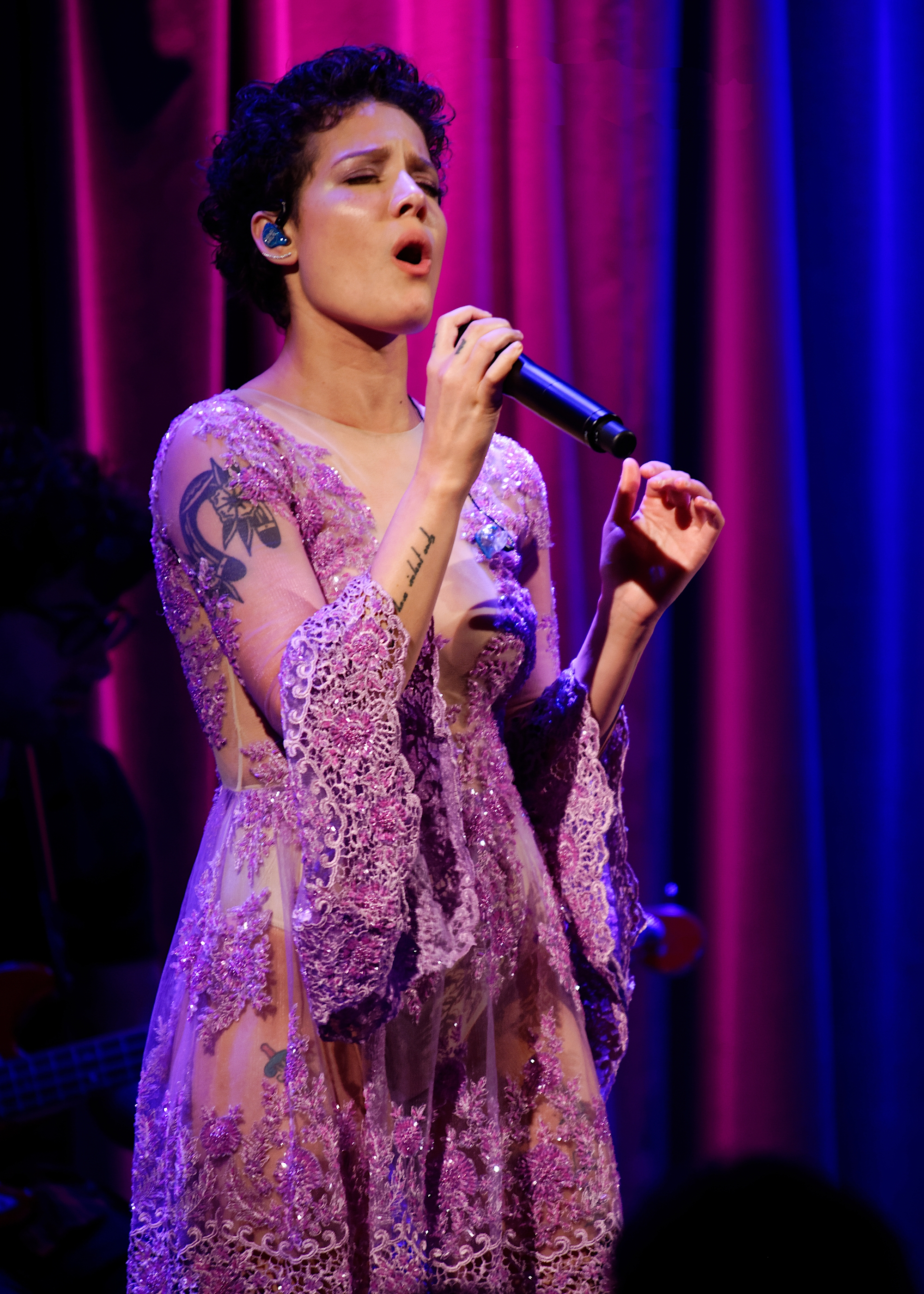
Halsey durante un'esibizione nel 2016

Negli Stati Uniti, l'album debutta al secondo posto della Billboard 200, che segna il secondo miglior debutto per un artista donna nel 2015 e il debutto migliore in assoluto per un'artista della Astralwerks. Il 1º febbraio 2016, l'album viene premiato con il disco d'oro, avendo distribuito nel Paese oltre 500 000 copie. Nel resto del mondo, Badlands riscuote un più moderato successo commerciale, debuttando al secondo posto delle graduatorie in Australia, al terzo in Canada, Irlanda e Nuova Zelanda, al quinto nei Paesi Bassi, al nono sia nel Regno Unito che in Belgio, mentre in Italia esordisce al 34º posto.
Per promuovere la nuova musica, la cantante appare in diversi show televisivi (quali Jimmy Kimmel Live! e The Late Show with Stephen Colbert) facendosi intervistare ed esibendosi; inoltre avvia un tour proprio, il Badlands Tour, che comprende date non solo in Nord America ma anche nel resto del mondo: a inizio 2016 infatti la cantante si esibisce sia in Oceania che in Asia ed Europa prima di tornare in estate in America con una seconda leg culminante in un concerto sold out a New York presso il Madison Square Garden.
Halsey incide insieme a Justin Bieber il brano The Feeling, contenuto nell'album del canadese Purpose. La canzone entra direttamente nella top 40 della Billboard Hot 100 e vince alcune certificazioni negli Stati Uniti e nel Regno Unito. Nello stesso periodo, collabora anche con MAC Cosmetics per la linea Future Forward e crea il proprio rossetto distribuito in edizione limitata e chiamato, appunto, Halsey. Nel maggio 2016 Halsey pubblica un brano che non è in alcun modo legato a Badlands, che si intitola Tokyo Narita (Freestyle) ed è stato realizzato in collaborazione con Lido.
Nel luglio 2016 il duo statunitense The Chainsmokers pubblica il singolo Closer, in collaborazione con la cantante. Il singolo si rivela un immediato successo, riscuotendo una forte acclamazione in tutto il mondo: dopo solo due settimane dalla sua pubblicazione fruttua ad entrambi i musicisti la loro prima hit numero uno in Australia, paese in cui la canzone ha ricevuto sin da subito il disco di platino. Il 23 agosto 2016 Closer passa dal sesto posto al vertice della Billboard Hot 100 statunitense; anche in questo caso, sia i Chainsmokers che Halsey hanno riscosso la loro prima numero uno nel Paese. Grazie a Closer, entrambi gli artisti si aggiudicano anche una candidatura nell'ambito dei Grammy Awards 2016.
L'11 dicembre 2016, come già annunciato in precedenza, Halsey si esibisce al concerto organizzato per il Premio Nobel per la pace sulle note di Castle e Colors. Circa un mese dopo, il 13 gennaio 2017, viene estratto per il download digitale il brano Not Afraid Anymore, inciso per la colonna sonora del film Cinquanta sfumature di nero.

### Hopeless Fountain Kingdom(2017-2018)

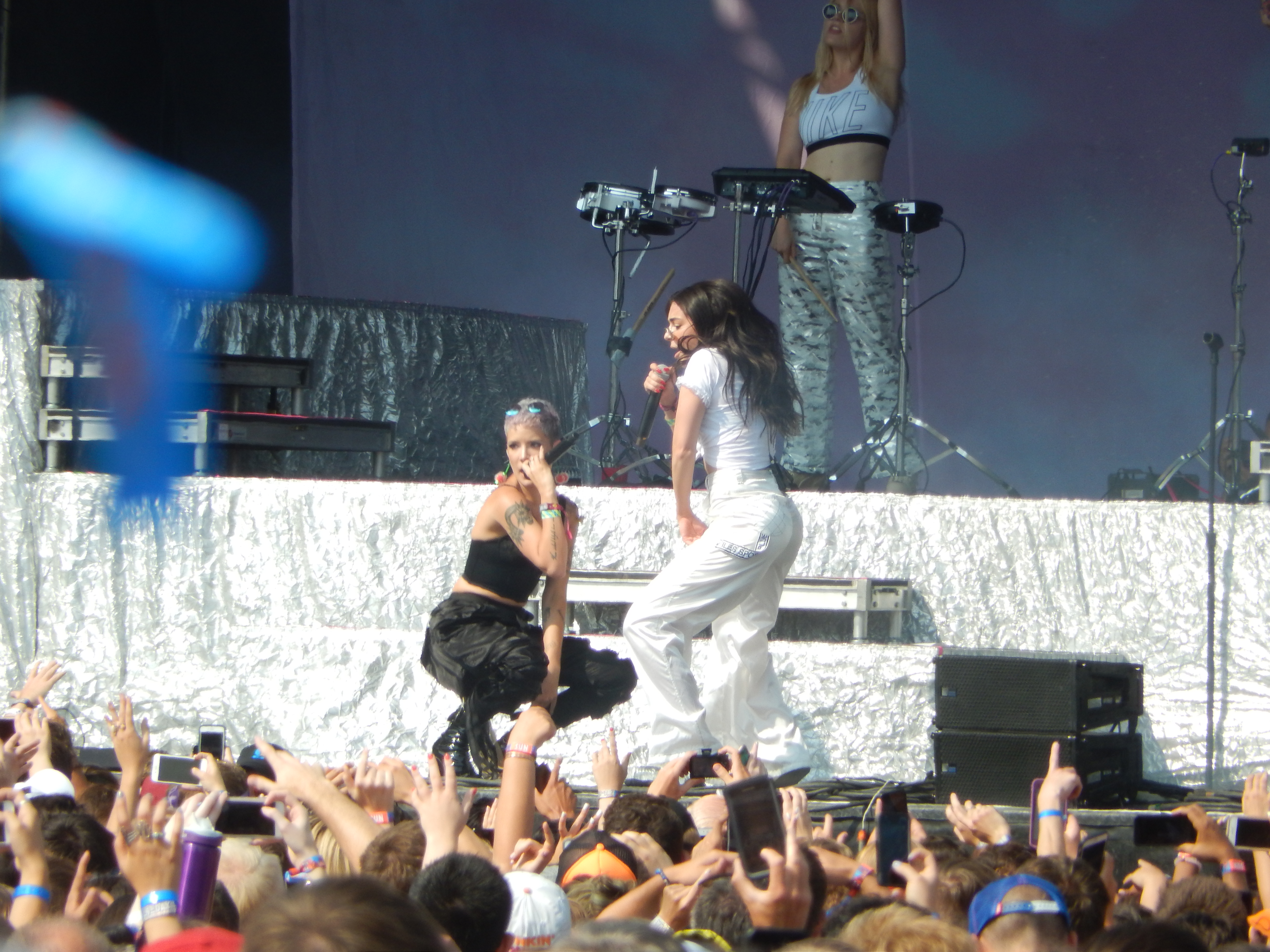
Halsey insieme a Charli XCX al Lollapalooza nel 2017

La promozione del nuovo disco ha inizio il 28 febbraio 2017, quando la cantante invita cento fan a un ascolto esclusivo di quattro brani che sarebbero stati presenti all'interno dell'album. Il 31 marzo 2017, la cantante pubblica la copertina dell'album per mezzo di una caccia al tesoro per dei fan in tutto il pianeta; la stessa cantante ha dichiarato: «oggi ho inviato fan in 9 territori del mondo in una caccia. Sono state date loro coordinate, dove era nascosta una piccola pistola giocattolo. La pistola giocattolo smontata diventava una chiavetta USB che conteneva un piccolo pezzo della copertina dell'album. In tutto il mondo i fan hanno lavorato insieme per raccogliere i pezzi e rivelare la copertina.» Inoltre, i fan hanno ricevuto una seconda immagine contenente una data e un'ora; la data in questione era il 4 aprile 2017, data in cui ha pubblicato per il download digitale il primo singolo ufficiale estratto dall'album, ovvero Now Or Never, accompagnato dal relativo videoclip musicale.
Hopeless Fountain Kingdom, titolo dato al disco, è un concept basato su una storia d'amore simile a quella di Romeo e Giulietta; il progetto fu principalmente ispirato dalla rottura della cantante con Lido. Esso è stato pubblicato il 2 giugno 2017, preceduto dai singoli promozionali Eyes Closed e Strangers, quest'ultimo in collaborazione con Lauren Jauregui delle Fifth Harmony. Due mesi dopo la pubblicazione di Hopeless Fountain Kingdom, viene estratto come secondo singolo ufficiale Bad at Love: quest'ultimo bissa il successo commerciale del predecessore, tanto da collocarsi al quinto posto della Billboard Hot 100 nordamericana.
Per promuovere il disco, da settembre 2017 a settembre 2018 la cantante è impegnata con l'Hopeless Fountain Kingdom World Tour, con concerti in Nord America, Oceania, Asia ed Europa. Il 1º dicembre 2017 viene pubblicato il singolo Him & I, in cui la cantante collabora con il rapper e allora fidanzato G-Eazy. Successivamente, nell'estate 2018, collabora con il produttore Benny Blanco e il cantante Khalid al singolo Eastside, capace di raggiungere la prima posizione delle classifica dei singoli britannica.

### Manic(2018-2020)
Il 4 ottobre 2018, Halsey pubblica un nuovo singolo solista, intitolato Without Me, accompagnato dal relativo videoclip musicale pubblicato il 29 ottobre dello stesso anno. La canzone diventa il suo più grande successo come artista principale, trascorrendo due settimane non consecutive nella vetta della classifica dei singoli statunitense a inizio 2019, oltre a rimanere per più di venti settimane nella top 5. Il 9 gennaio 2019, viene pubblicato uno remix del singolo in collaborazione con il rapper Juice WRLD. Grazie a Without Me, inoltre, la cantante si è aggiudicata il primo American Music Award della sua carriera nel 2019.
Il 13 febbraio, viene pubblicata la sua collaborazione con Yungblud, 11 Minutes, mentre il 22 dello stesso mese viene pubblicato il video musicale della canzone. Il 12 aprile viene pubblicata un'altra sua collaborazione, questa volta con i BTS, intitolata Boy with Luv. Il suo video musicale riesce a totalizzare 78 milioni di visualizzazioni nelle prime 24 ore su YouTube, divenendo il più visualizzato in quel lasso di tempo. Il 19 aprile esce invece Earth di Lil Dicky, un singolo di beneficenza sul cambiamento climatico, in cui partecipa insieme ad altri 29 artisti.
Il 17 maggio Halsey ha pubblicato il singolo Nightmare, che ha debuttato al quindicesimo posto nella classifica statunitense. Il successivo 13 settembre è il turno di Graveyard, che insieme a Without Me anticipa il terzo album in studio della cantante, intitolato Manic e messo in commercio a partire dal 17 gennaio 2020. Ancor prima della pubblicazione del progetto vengono pubblicati tre singoli promozionali, ovvero Clementine, Finally // Beautiful Stranger e Suga's Interlude, tra i mesi di settembre e dicembre 2019. Il 10 gennaio 2020, viene invece estratto come terzo singolo ufficiale You Should Be Sad. Nello stesso periodo l'artista collabora con la cantante country Kelsea Ballerini nel singolo The Other Girl: le due cantanti si esibiscono insieme in un intero concerto televisivo relativo al progetto CMT Crossroads.
Manic viene accolto positivamente dalla critica specializzata, tanto da registrare un punteggio di 83 su 100 nell'aggregatore di recensioni Metacritic. Pochi giorni dopo la pubblicazione del disco, ha inizio dall'Europa il Manic World Tour; il tour sarebbe dovuto proseguire con concerti in Asia e Nord America fino ad agosto 2020 ma, a causa della pandemia di COVID-19, è stato inizialmente rinviato all'estate 2021 per poi essere definitivamente cancellato. Tra maggio e luglio 2020 collabora con il disc jockey Marshmello al singolo Be Kind e con il compianto rapper Juice Wrld a Life's a Mess; Be Kind ha anche ricevuto un videoclip musicale. Nel gennaio 2021 la cantante ha annunciato la definitiva cancellazione del Manic World Tour.
Il 28 agosto 2020, per festeggiare il quinto anniversario dalla pubblicazione dell'album di debutto Badlands, viene rilasciato l'album dal vivo Badlands (Live from Webster Hall), registrato oltre un anno prima durante un concerto da parte della cantante al Webster Hall di New York. Il 25 settembre 2020 viene pubblicata una collaborazione con il rapper e cantante rock Machine Gun Kelly, il brano Forget Me Too.

### If I Can't Have Love, I Want PowereThe Great Impersonator(2021-2024)
Il 28 giugno 2021 Halsey annuncia l'uscita del quarto album di inediti If I Can't Have Love, I Want Power, fissandone la data di pubblicazione al 27 agosto successivo. Il disco, che si compone di tredici tracce, è stato interamente prodotto da Trent Reznor e Atticus Ross. La copertina ufficiale del disco, ritraente la cantante nelle vesti di una Madonna col Bambino, è stata esposta in anteprima presso il prestigioso Metropolitan Museum of Art di New York. Per pubblicizzare il progetto, è stato realizzato un lungometraggio dal titolo omonimo scritto dalla stessa Halsey e diretto da Colin Tilley, distribuito nelle sale cinematografiche IMAX a partire dal 25 agosto. Il film è stato distribuito sulla piattaforma streaming HBO Max il successivo 7 ottobre. If I Can't Have Love, I Want Power, promosso dai singoli I Am Not a Woman, I'm a God e You Asked for This, è stato acclamato dalla critica specializzata, che ne ha elogiato la scrittura e la produzione, ed ha ricevuto una candidatura ai Grammy Awards 2022 come miglior album di musica alternativa.
Da maggio a luglio 2022 si è tenuto in Nord America il Love and Power Tour, tournée della comprendente diverse delle date del Manic World Tour cancellate a causa della pandemia di COVID-19. Nel giugno seguente, ha accusato pubblicamente l'etichetta Capitol Records di aver posticipato la pubblicazione del nuovo singolo, salvo poi tornare sulle scene con l'inedito So Good, mentre a luglio affianca Calvin Harris, Justin Timberlake e Pharrell Williams al brano Stay with Me.
Nel giugno 2023, a due mesi di distanza dalla recisione del contratto con la Capitol, stringe un accordo con Columbia Records. L'ultima pubblicazione per conto di Capitol è stata il singolo Die 4 Me, rivisitazione dell'omonimo brano in collaborazione di Post Malone, contenuto nel suo album del 2019 Hollywood's Bleeding. Sempre nel 2023, viene pubblicata una versione remix del brano Lilith che vede la collaborazione del rapper sudcoreano Suga come parte della campagna promozionale per il videogioco Diablo IV.

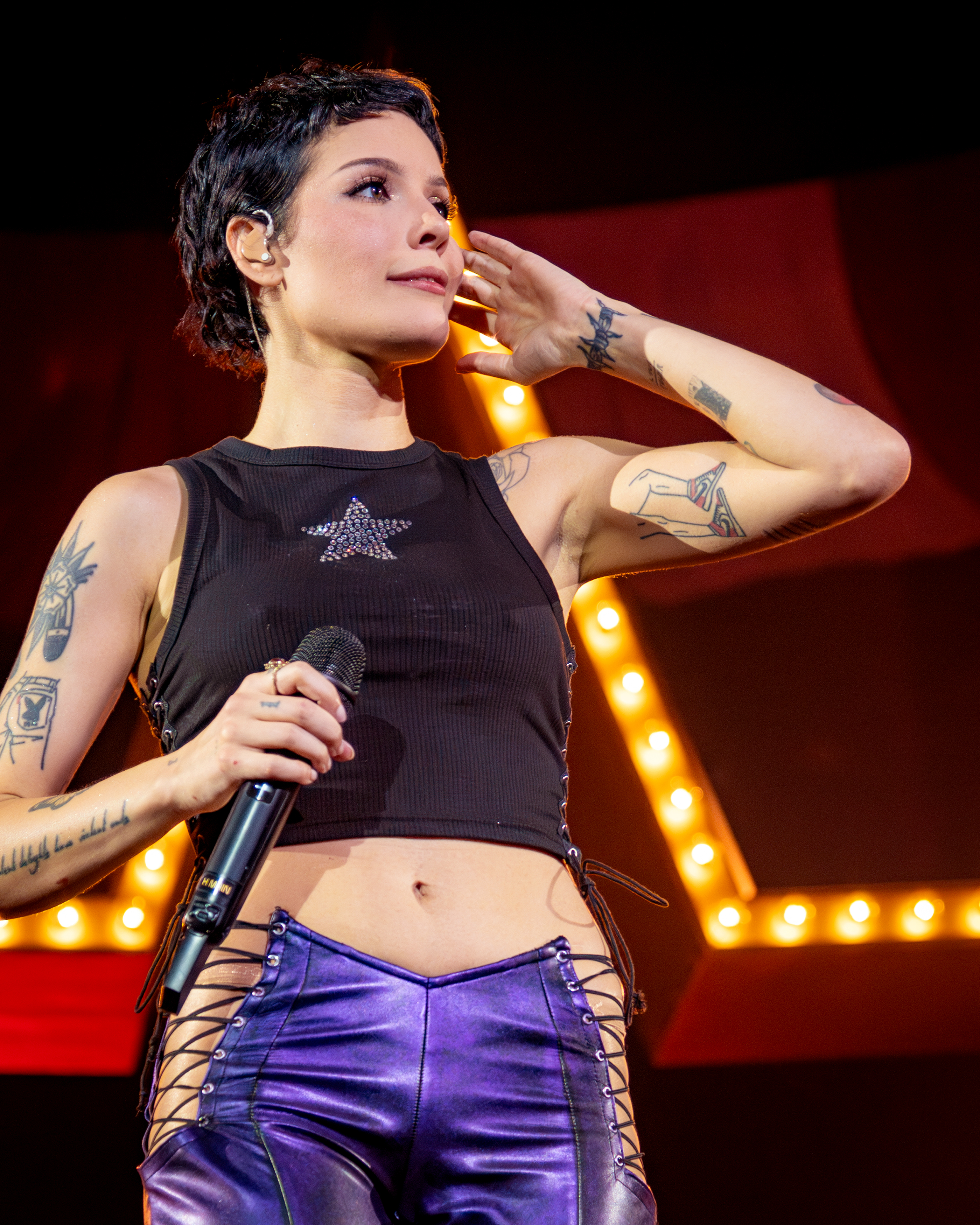
Halsey nel 2024

Dopo una serie di anticipazioni, Halsey ha confermato il titolo del quinto album di inediti, The Great Impersonator, nell'agosto 2024, fissandone la data di pubblicazione al 25 ottobre dello stesso anno. Un concept album in cui la cantante ripercorre le ere musicali dei quattro decenni precedenti, il disco è stato preceduto dal singolo promozionale The End e dai singoli ufficiali Lucky, Lonely Is the Muse, Ego e I Never Loved You rispettivamente pubblicati tra i mesi di giugno, luglio, agosto, settembre e ottobre.

## Stile musicale e influenze
Halsey è un'artista essenzialmente elettropop e synth-pop. Jon Caramanica, giornalista per il New York Times, ha notato come l'ascesa di Halsey si inserisca all'interno di «una serie di fenomeni musicali riguardanti ribelli interpreti donne della musica pop emerse sulla scia della ricalibrazione di Lorde avvenuta nei primi anni 2010 rispetto alle gerarchie operative del genere». Inoltre, la scelta di scrivere personalmente le proprie canzoni è dovuta alla grande ammirazione provata dall'artista nei confronti della cantante Taylor Swift.
Il padre di Halsey ascoltava molto The Notorious B.I.G., Slick Rick, i Bone Thugs-n-Harmony e 2Pac; mentre la madre apprezzava soprattutto i The Cure, i The Cranberries, i Nirvana, e Alanis Morissette. La cantante, che più volte si è detta influenzata da entrambi i genitori, nella canzone New Americana fa infatti riferimento a The Notorious B.I.G. e ai Nirvana con il verso: «raised on Biggie and Nirvana, we are the new americana». Ha definito i Panic! at the Disco come «la band che ha cambiato la [sua] fottuta vita» e Lady Gaga come l'artista che le ha dato forza per essere se stessa. L'influenza maggiore per le interpretazioni dal vivo è Adam Lazzara, il frontman dei Taking Back Sunday. Altre influenze di Halsey includono i 5 Seconds of Summer, i One Direction, il rapper Kanye West (citato nella canzone Tokyo Narita-Freestyle in collaborazione con Lido), The Weeknd, Brand New, Amy Winehouse e Bright Eyes oltre ai registi Quentin Tarantino, Harmony Korine e Larry Clark. A tal proposito, Halsey ha dichiarato: «Quando sei una musicista le persone ti chiedono un sacco quali musicisti ti ispirano, e ci sono parecchi musicisti che amo e rispetto, ma penso di essere più ispirata dal cinema».

## Vita privata

### Orientamento sessuale e relazioni
Dichiaratamente bisessuale, dal 2015 al 2016 Halsey ha frequentato il produttore norvegese Lido, che ha contribuito alla produzione di Badlands e ha ispirato anche la composizione di alcuni testi per Hopeless Fountain Kingdom. Durante il tour con gli Imagine Dragons rimase incinta, ma subì un aborto spontaneo che inizialmente la cantante credeva fosse dovuto al troppo lavoro e allo stress. La cantante non ha parlato dell'aborto fino al 2016, quando ha concesso un'intervista per la rivista Rolling Stone.
Tra il 2017 ed il 2018 è stata sentimentalmente legata al rapper statunitense G-Eazy, la cui rottura ha ispirato il testo del fortunato singolo Without Me; ha in seguito avuto una relazione con il cantautore britannico Yungblud tra il 2018 e il 2019 e con l'attore statunitense Evan Peters tra il 2019 e il 2020. Il 27 gennaio 2021, Halsey ha rivelato di aspettare un figlio dallo sceneggiatore turco Alev Aydin. Il figlio, Ender Ridley Aydin, è nato il 14 luglio 2021. La
coppia composta da Halsey e il padre di suo figlio si è amichevolmente separata in una data non precisata, mentre nell'aprile 2023 la cantante ha richiesto la custodia fisica primaria del figlio cosicché potesse portarlo in tour con se, così come la custodia legale e le spese congiunte ad Aydin. Nel contesto della loro strategia co-genitoriale, Halsey ha richiesto che ad Aydin siano concessi diritti di visita ragionevolmente sufficienti e che disponga dell'abilità di compiere scelti in materia di istruzione e salute sul proprio figlio. Nel 2023, Halsey ha iniziato a frequentare l'attore canadese Avan Jogia.

### Salute personale

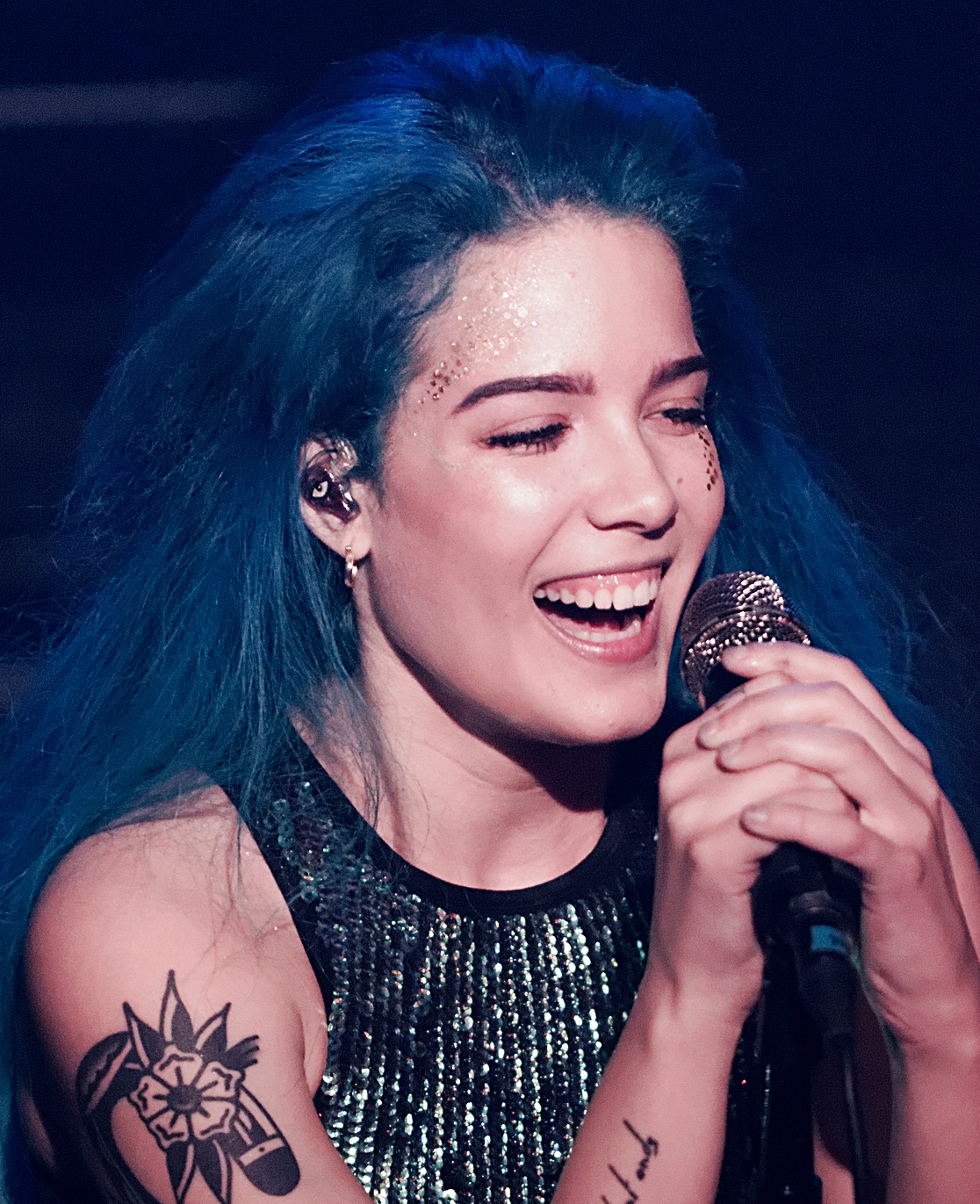
Halsey nel 2015

La cantante ha ammesso di aver fatto uso di droghe a scopo ricreativo intorno all'età di 17 anni, dicendo che era una «ragazzina poco convenzionale». Durante questo periodo ha frequentato un uomo dipendente dall'eroina. Halsey soffre di un disturbo bipolare, diagnosticato all'età di 17 anni; in un'intervista la cantante dichiarò che anche sua madre ne soffre. A quell'età, Halsey ha tentato di suicidarsi, cosa che la portò ad un ricovero di diciassette giorni in un ospedale psichiatrico. Non molto tempo dopo il suo tentativo di suicidio, ha iniziato ad avere successo nell'industria musicale, dicendo che cantare ed esibirsi l'ha aiutata a gestire i sintomi che prova a causa del disturbo bipolare.
Nel 2016 le è stata diagnosticata l'endometriosi e ha reso pubblico il fatto attraverso il suo account Twitter, sostenendo inoltre di avere avuto il sopracitato aborto spontaneo nel 2015 a causa di questa patologia. Halsey ha raccontato le sue lotte con l'endometriosi nel talk show The Doctors nell'aprile 2018, dove ha rivelato che avrebbe voluto congelare i suoi ovuli. Sempre nel 2018, Halsey ha parlato della sua patologia e del dolore che provoca al Blossom Ball, gestito dalla Endometriosis Foundation of America. Nell'occasione ha dichiarato: «A volte sono gonfia, sto male, mentre mi trovo nel backstage, terrorizzata dal fatto che magari potrei sanguinare nel bel mezzo dello spettacolo». Nel gennaio 2017 si è sottoposta a un intervento chirurgico per alleviare il dolore causato dalla sua condizione, senza tuttavia specificare che tipo di operazione fosse.
Dopo aver sviluppato una forma di intolleranza al glutine, ha smesso di fumare le sigarette. Nel giugno 2024 ha rivelato che le sono stati diagnosticati il lupus eritematoso sistemico e un disordine del linfocita T.

## Discografia
- 2015 – Badlands
- 2017 – Hopeless Fountain Kingdom
- 2020 – Manic
- 2021 – If I Can't Have Love, I Want Power
- 2024 – The Great Impersonator

## Tournée

### Artista principale
- 2015/16 – Badlands Tour
- 2017/18 – Hopeless Fountain Kingdom World Tour
- 2020 – Manic World Tour
- 2022 – Love and Power Tour
- 2025 – For My Last Trick: the Tour

### Co-artista principale
- 2015 – The American Youth Tour (con i Young Rising Sons)

### Artista d'apertura
- 2015 – Smoke + Mirrors Tour degli Imagine Dragons
- 2015 – The Madness Fall Tour di The Weeknd

## Filmografia

### Attrice

#### Cinema
- A Star Is Born, regia di Bradley Cooper (2018) – accreditata come Ashley Frangipane
- Americana, regia di Tony Tost (2023)
- MaXXXine, regia di Ti West (2024)

#### Televisione
- Roadies – serie TV, episodi 1x07-1x10 (2016)
- RuPaul's Drag Race – reality show, episodio 10x02 (2018)

### Doppiatrice
- American Dad! – serie animata, episodio 14x10 (2017)
- Teen Titans Go! Il film (Teen Titans Go! to the Movies), regia di Aaron Horvath e Peter Rida Michail (2018)
- Scooby-Doo and Guess Who? - serie animata, episodio 1x19 (2020)
- Sing 2 - Sempre più forte (Sing 2), regia di Garth Jennings (2021)

## Opere
- I Would Leave Me If I Could: A Collection of Poetry (2020)

## Riconoscimenti
Nel corso della sua carriera, Halsey si è aggiudicata numerosi riconoscimenti. Tra gli altri, la cantante vanta la vittoria di un American Music Award, tre Billboard Music Awards, un MTV Video Music Award e due MTV Europe Music Awards. Inoltre, è stata candidata a tre Grammy Awards e, grazie alla sua partecipazione al videoclip del singolo Boy with Luv eseguito in collaborazione dei BTS, è stata menzionata per tre volte nel Guinness dei Primati. Nel 2019 è stata anche onorata con lo Starlight Award, premio riservato ai giovani cantautori e istituito dalla Songwriters Hall of Fame.